# Szlovák Paradicsom Nemzeti Park
A Szlovák Paradicsom Nemzeti Park (szlovákul: Národný park Slovenský raj, NPSR) 1988-ban nemzeti parkká nyilvánított 19 763 ha kiterjedésű védett terület Szlovákiában, a Káposztafalvi-karszt (más néven Káposztafalvi-mészkőhegység) vidékén. Fő látványosságai a Hernád-áttörés látványos szurdokvölgyei (kanyonjai) és az azokat összekötő hágók, valamint a Dobsinai-jégbarlang.

## Fekvése

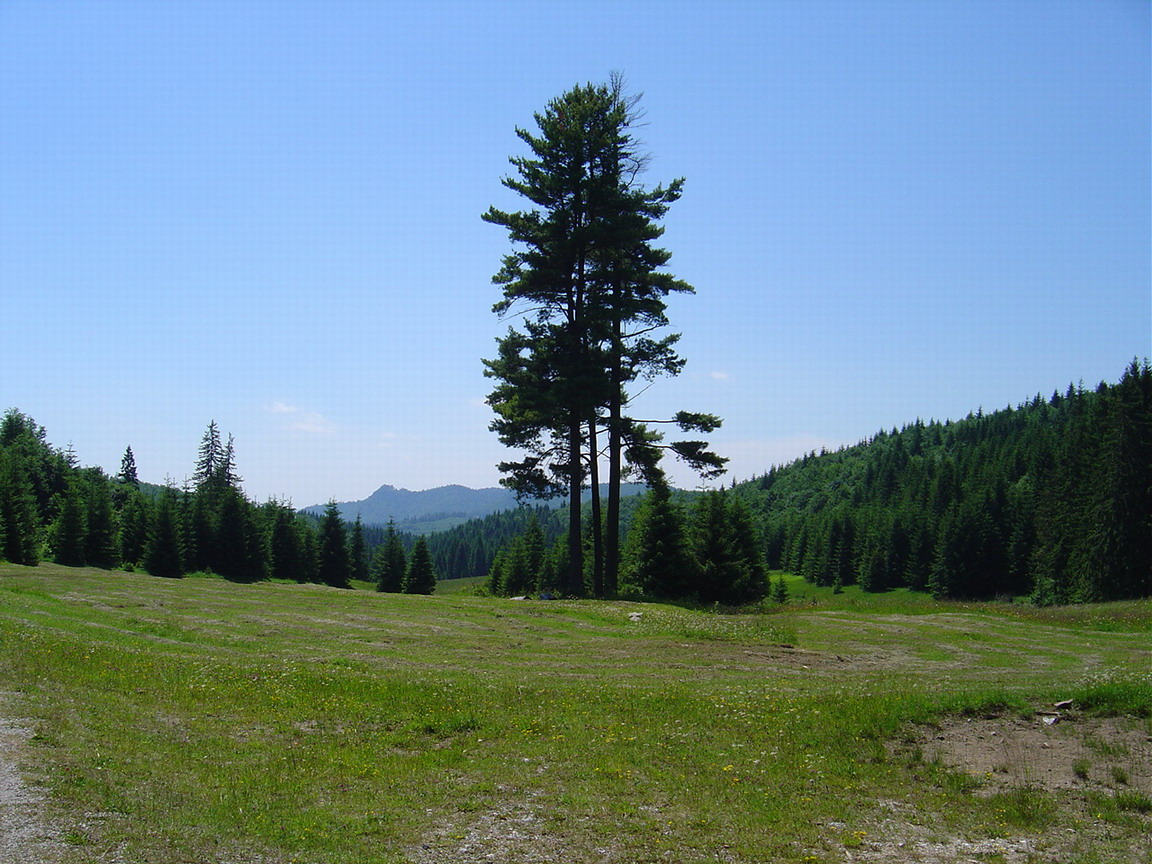
Karsztos fennsík

A terület a Gömör–Szepesi-érchegység (Slovenské rudohorie) térségéhez tartozik.
A Szlovák Paradicsom Nemzeti Park területén több hegyvonulat húzódik. A terület legnagyobb részét a Sztracenai-hegység (Stratenská hornatina), vagyis a szűkebb értelemben vett Szlovák Paradicsom foglalja el. Ezenkívül délen a Sztolica-hegység (Stolické vrchy) és a Rozsnyói-hegység (Volovské vrchy) egy-egy része, északnyugaton pedig az Alacsony-Tátra (Nízke Tatry) egy kisebb nyúlványa is a nemzeti park részét képezi.

## Geológiája
A Gölnic és a Hernád között elterülő, völgyekkel erősen tagolt hegyvidék két határfolyója szép szurdokvölgyekben (Hernád-áttörés, Sztracenai-völgy) töri át a mészkőtakarót. A két folyóvölgy között egykor fennsík volt, ezt mára a mellékpatakok töbrökkel megbontott kis tetőkre osztották, amelyeket több száz méter mély szurdokvölgyek választanak el.

## Éghajlat és vízrajz

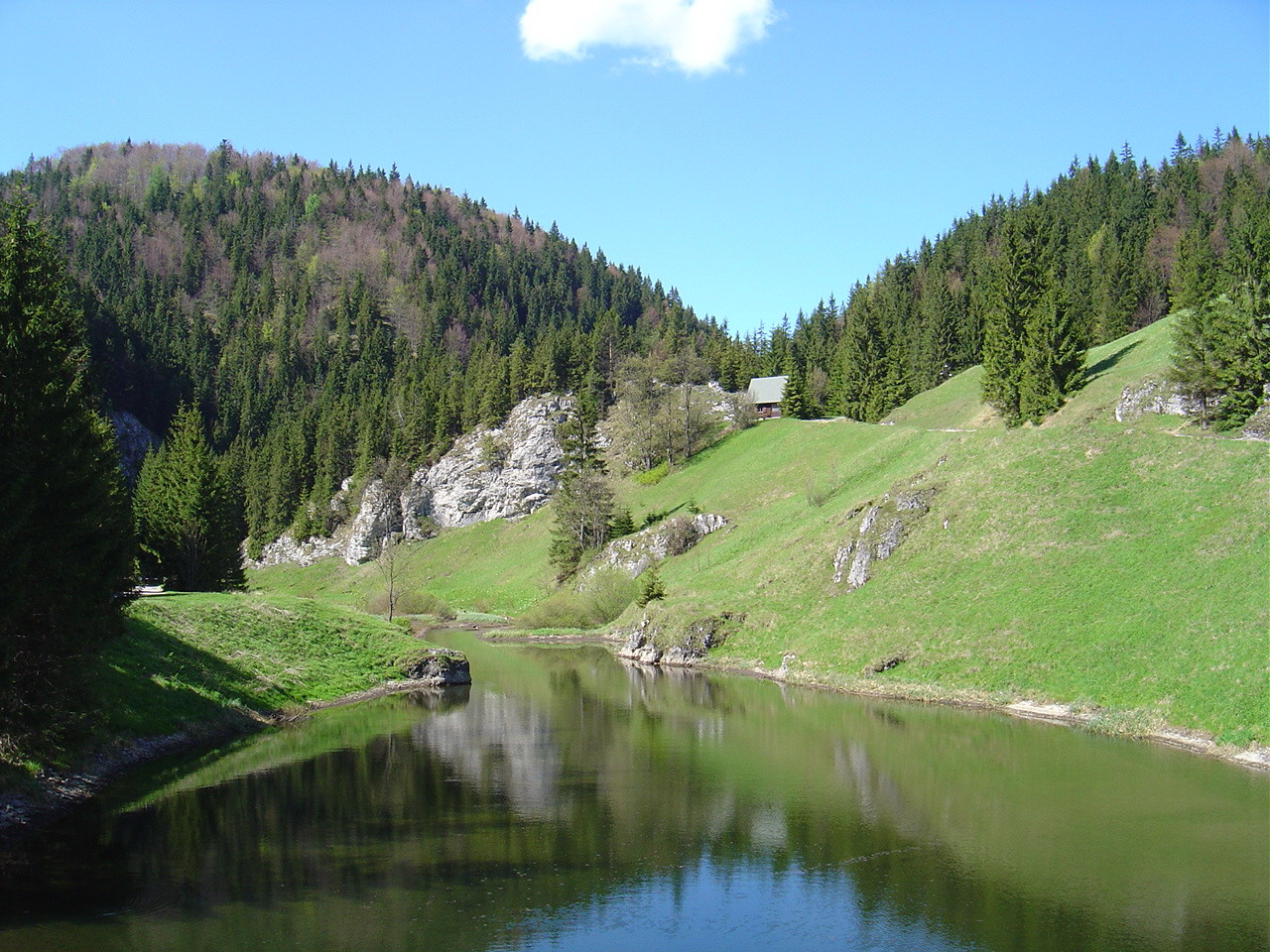
Sztracenai-völgy

A Szlovák Paradicsom térsége az aránylag mérsékelten meleg és száraz Hernád-medence, valamint a nyirkosabb Gömör–Szepesi-érchegység határvonalán terül el, ami jelentősen befolyásolja a helyi éghajlati viszonyokat. A legkedvezőbb a Hernád-medencébe lejtő északi hegyvidék éghajlata. A Csingó és a Podlesok nevű térség a mérsékelten meleg és mérsékelten nyirkos, de a hideg tél övezetébe tartozik 16 °C júliusi átlagos hőmérsékletével és 50 napos nyarával.
Ezt a vidéket eléri a Magas-Tátra úgynevezett csapadékos zónája, ami főleg a Poprádi-medencében és a Hernádi-medencében érvényesül. Podlesok környékén lehulló csapadék évi átlaga 648 mm, miközben legcsapadékosabbak a nyári és legszárazabbak a téli hónapok. A fennsíkok és a Gölnic-völgy térsége hidegebb és nyirkosabb.
A hegyvidéki típusú mérsékelten hideg régiók közé tartozik 12 – 16 °C júliusi átlagos hőmérséklettel. A Dobsinai-jégbarlangnál 954 mm átlagos évi csapadékot mértek. A hidegebb szakaszba tartozik például a Vöröskolostor és a Gerava-tető nevű térség.

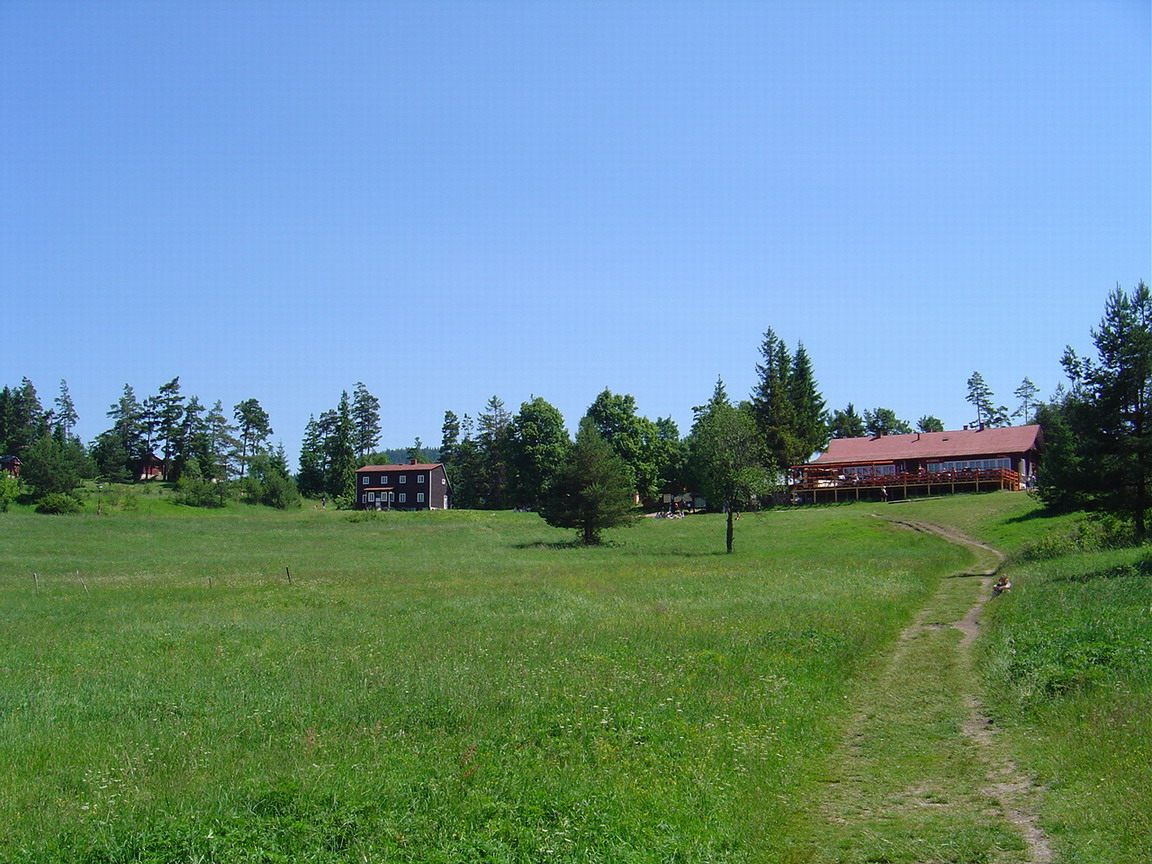
Turistaház a Glac-tetőn (770 m) a Menedékkő karthauzi kolostor romjainál

A Szlovák Paradicsom középső és déli vidékén a melegebb és szárazabb északkal ellentétben bőven hullik a hó. Podlesok környékén évi átlagban 78, a Gerava-tetőn meg 118 napon át marad meg a hótakaró. Általában november elejétől áprilisig tart a havas időszak. A téli csúcs idején a hótakaró átlagos vastagsága 26 – 38 cm, márciusban 60 – 75 cm-el tetőzik. Itt a síidén 3 – 4 hónapig tart. Ebben a térségben a szelek nyugati-északnyugati irányból fújnak. Ennek köszönhetően a levegő tiszta és pormentes, mert a szennyezés fő forrásai Ötösbánya (Rudňany) és Igló (Spišská Nová Ves) a ritkábban előforduló szélirányban vannak.
Jellemző az aránylag jelentős kistérségi éghajlati különbség, ami szurdokvölgyek és hasadékok tagoltságával függ össze. A mély összeszorult völgyekben az árnyékoltság és a gyenge szellőzés következtében a hideg és nyirkos levegőnek ún. völgytavai alakulnak ki. Ekkor következik be a hőmérsékleti inverzió, mivel ilyenkor a hasadékok és szurdokvölgyek hidegebbek és nyirkosabbak, mint a karsztos fennsíkok. Inverzió főleg télen és ősszel fordul elő, s gyakoribb éjszaka, mint nappal.

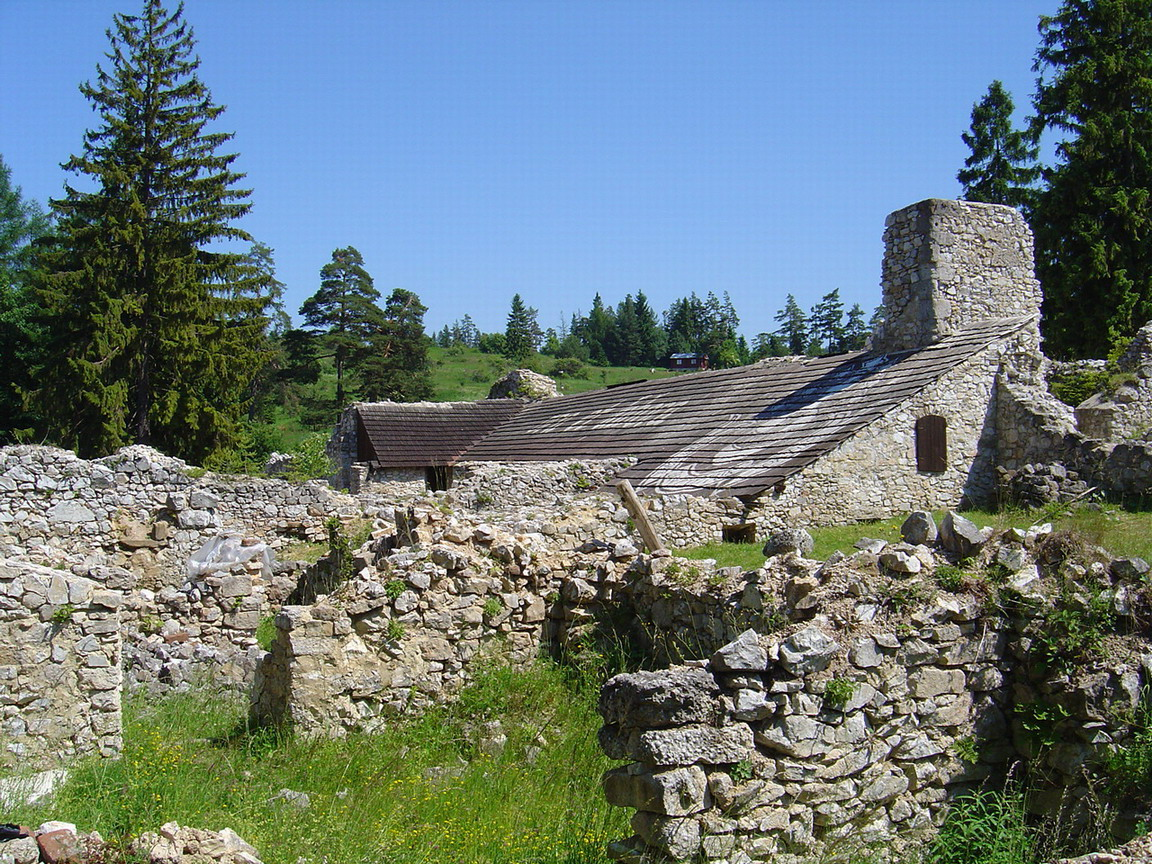
A Menedékkő vagy másnéven Létánkő karthauzi kolostor romja

Az a tény, hogy a víz a táj fontos tényezője, alakítója, a Szlovák Paradicsom térségében kétszeresen igaz. Ez a fő természeti elem vadul zúg át a mély szorosokon és szurdokokon, zuhog le a sziklaküszöbökön lépcsőzetes vízesések formájában, behatol a föld kérge alá, hogy ott pompás barlangrendszereket alakítson ki. Hidrológiai szempontból ez a térség a Hernád vízgyűjtőjébe tartozó viszonylag egynemű terület. Kivételt csupán a területileg elhanyagolható nyugati perem képez Garamfőnél (Telgárt), ahonnan a vizek a Garamba folynak.
A Hernád vízgyűjtője két részre oszlik. A térség területének kétharmad része északon és középen a Hernádhoz tartozik, a maradék egyharmad rész vizét délen a Gölnic vezeti le, mely a Hernád jobb oldali mellékfolyója. A Gölnic messze a térségen kívül, Margitfalvánál (Margecany) folyik a Hernádba.
A karsztos térség földalatti vizekben aránylag gazdag. Az ún. fennsíki források kevésbé kiadósak, a völgyek felső részén fakadnak, és csak a közvetlen környéket látják el vízzel. Tizenhét ilyen forrás ismert. A völgyi források jóval kiadósabbak, alacsonyabb fekvésű területen törnek a felszínre, rendszerint ott, ahol a vizet át nem eresztő alapzatú karsztos ásványba ütköznek. Ezekből a forrásokból huszonegyet tartanak számon. A Szlovák Paradicsom forrás különlegessége Holló-szikla (Havrania skala) alatti Időszaki-forrás (Občasný prameň).

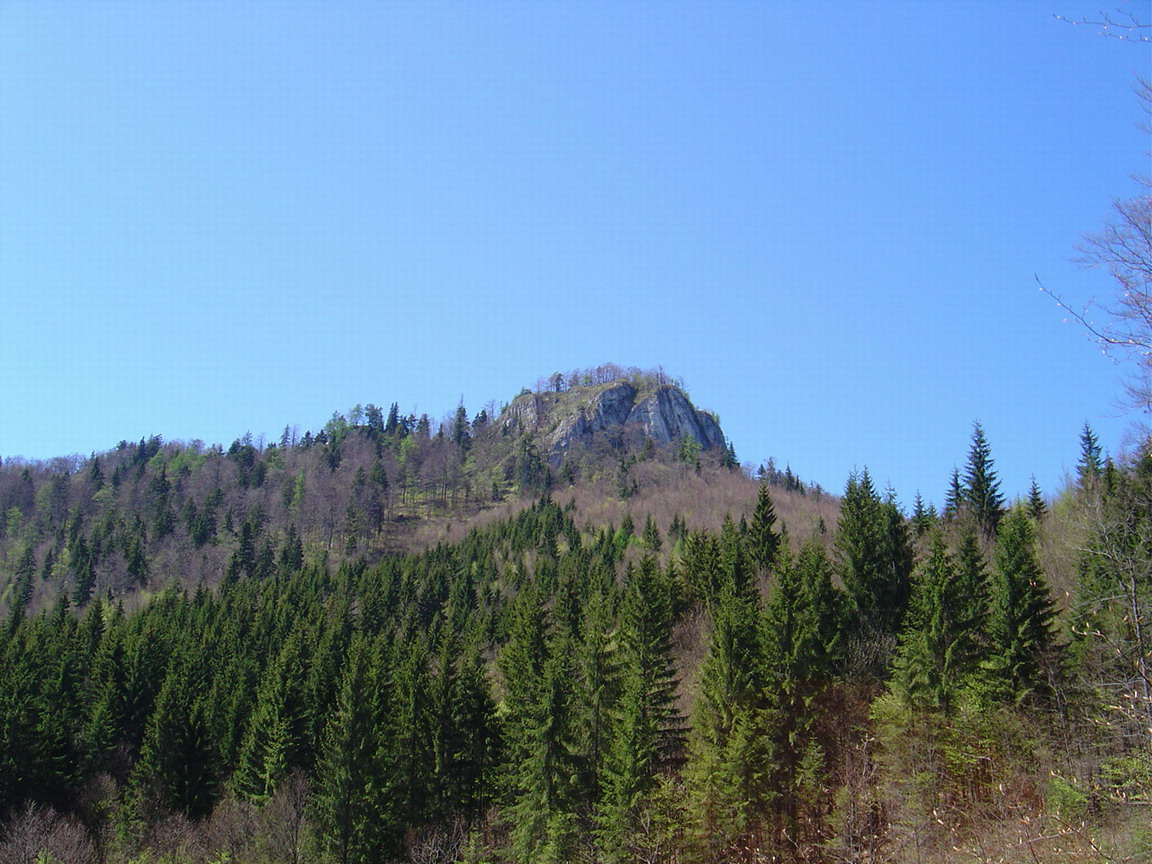
Holló-szikla

### Az Időszaki-forrás
Ez az egyedülálló karsztos jelenség már több mint 100 éve foglalkoztatja a szakembereket és laikusokat egyaránt. Ahogy a nevéből is kitűnik, ebből a karsztos forrásból csak időszakonként tör elő a víz. Csak nagyon rendszertelenül jelenik meg a felszínen, viszont a kiömlő víz mennyisége állandó. Ezt a különlegességet azzal magyarázzák, hogy a forrásnak a barlangrendszeri része egy fordított V alakú járattal van kapcsolatban. Mikor a vízoszlop eléri ennek a csúcsát, a víz átzuhog a karsztos járaton és a földkéreg nyílásán a felszínre tör. A kitörés kezdetét még nemrég is ún. kereplő jelezte - vízimalomhoz hasonló szerkezet, amilyent a gyerekek készítenek a patakok vizére.
A terület legjelentősebb felszíni folyóvize a Hernád, délen pedig a Gölnic. Ezekbe a folyókba, amelyek más területről érkeznek ide, torkollik minden kisebb-nagyobb folyás a szétágazó szakadékokból, hasadékokból és az erdő borította völgyekből. Mindkét folyó már aránylag bővizű, mire a térségbe ér. A Hernád vízhozama 6,2 m³/s, hozzá hasonlítva a Gölnicé jóval kisebb, mindössze 0,9 m³/s.
Télen a Hernád az áttörésnél általában befagy, amit a turisták nagyszerű sífutópályának használnak. Hasonlóképpen megfagynak a hasadékok vízesései is, jégcsapokká, jégeséssé változnak.
A Szlovák Paradicsom térségében a vízesések alján képződött tál alakú mélyedéseken kívül, nincs egyetlen természetes tó sem. A keleti peremén ugyan van Szepesvéghelyi-tó (Hranovnické pleso) nevű hely, ám itt valójában víz nem található. A természeti emlékként védett térségben figyelmet érdemlő travertin lépcsőfokok képződtek, ahol hajdan tavacska is lehetett. A travertinokat a víz vájta ki, amelyek itt a Szlovák Paradicsomot, az Alacsony-Tátrától elválasztó homlokzati törésben lévő forrásból bugyog a felszínre.

## Élővilága

### Növényzete
A Szlovák Paradicsom Nemzeti Park csaknem egész területét – mintegy 90%-át erdők borítják.
A változatos természeti adottságok (főleg a tagolt domborzat és az ásványi vegyületek gazdagsága) biztosítják a növénytakaró faji sokféleségét. Ezen a területen 930 féle magasabb növényfajtát vettek számba, ebből 6 helyi maradvány, csak itt fordul elő, 19 maradvány pedig egész Szlovákiában és annak területén túl is (a Nyugati-Kárpátok térségében). Az erdei területeket leginkább lucfenyők, jegenyefenyők, vörösfenyők borítják, kisebb mennyiségben található még itt tiszafa is.

### Állatvilága
A Szlovák Paradicsom a táj elzártsága és megfelelő feltételei miatt kedvező életfeltételeket biztosít a ragadozómadarak számára. Ennek bizonyítékául szolgál az itt előforduló fajok nevéből keletkezett térségek elnevezései („Kis sólyom”, „Nagy Sólyom”, „Sólyom-völgy”, „Ragadozók”).

## Képek

### Északi rész

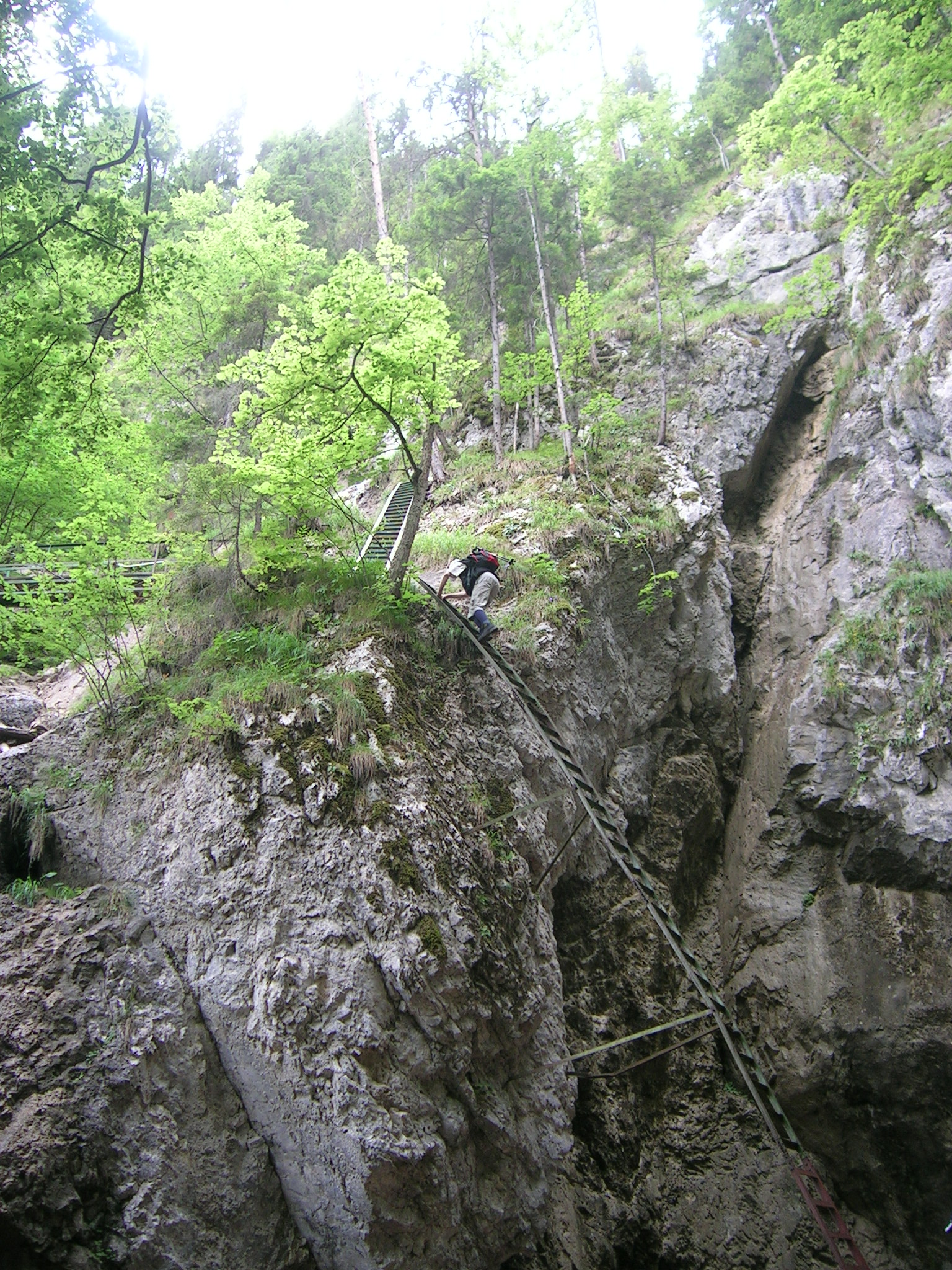
Sólyom-völgy

### Déli rész

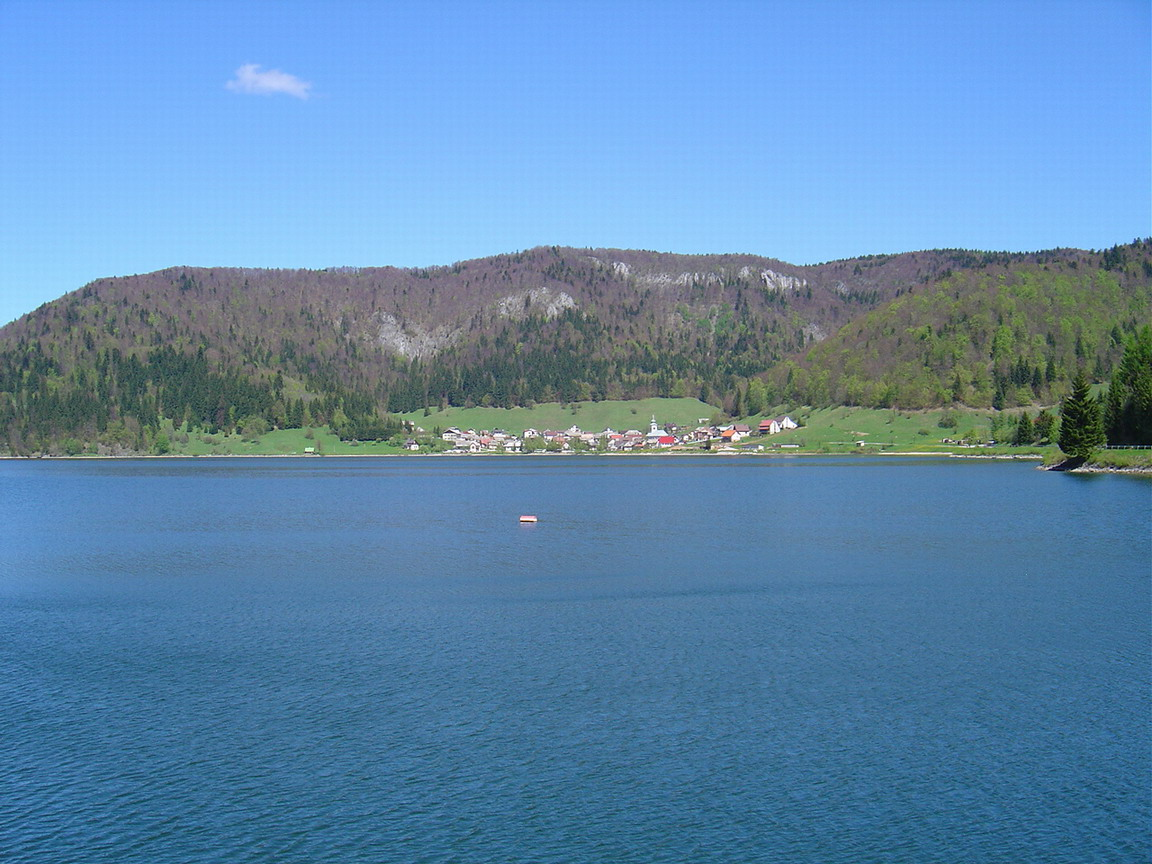
Imrikfalvi-víztározó
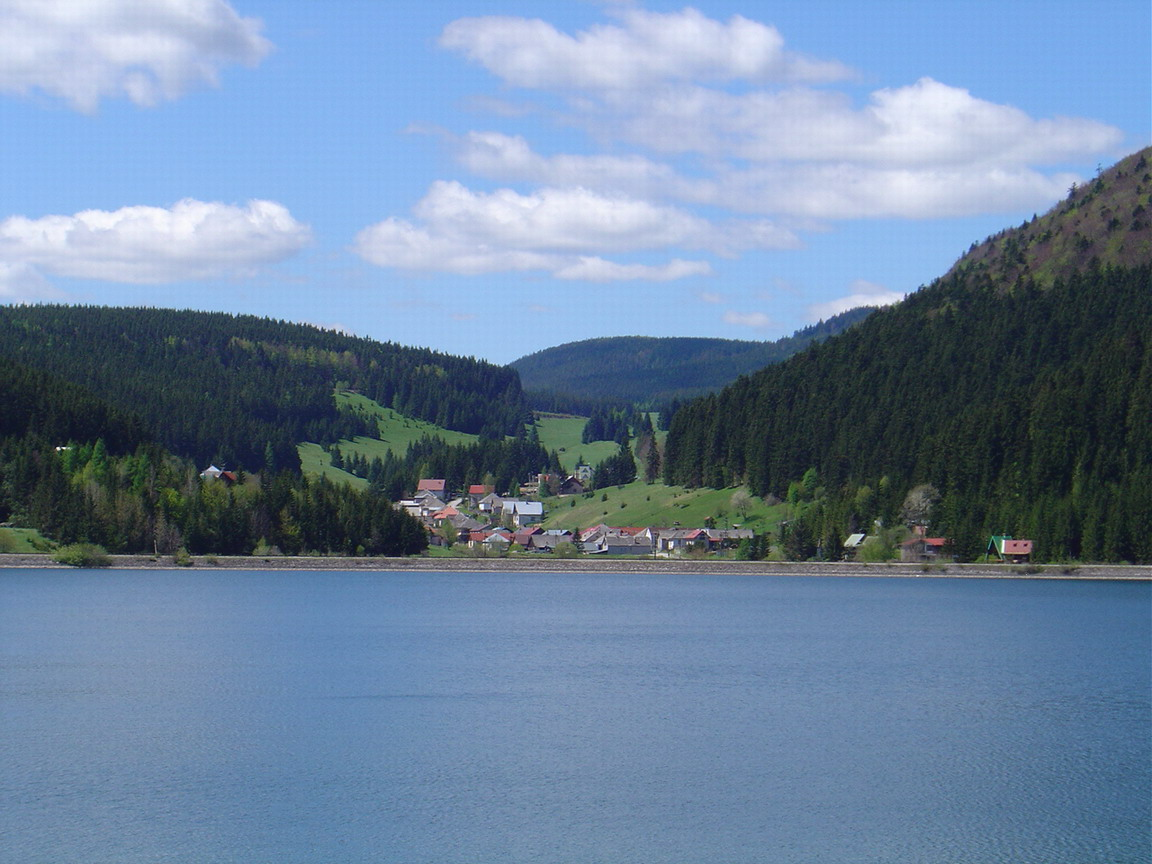
Imrikfalvi-víztározó
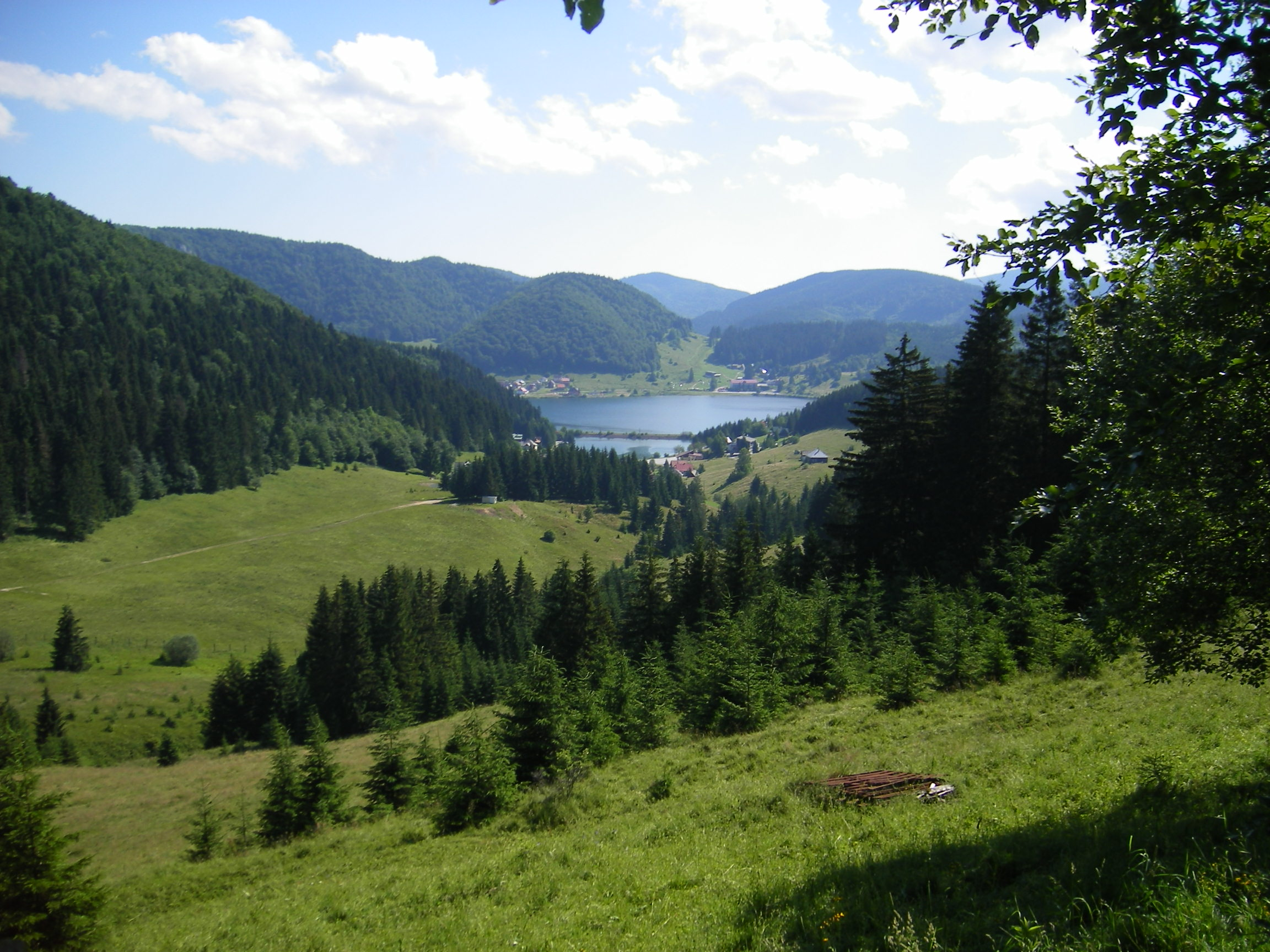
Az Imrikfalvi-víztározó látképe a 67-es főútról
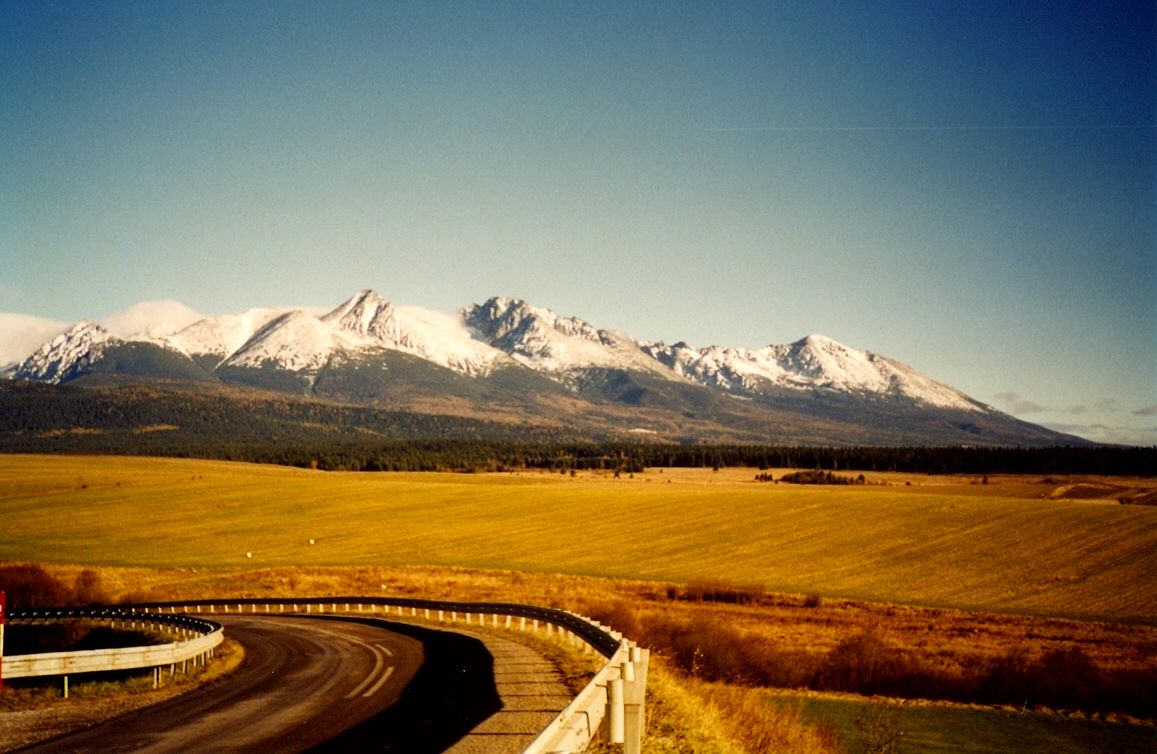
Magas-Tátra

## Külső hivatkozások
- Szlovák paradicsom
- Szlovák paradicsom
- Szállás Szlovákiában – Szlovák paradicsom Archiválva 2015. február 20-i dátummal a Wayback Machine-ben
- Szlovák paradicsom.lap.hu – Linkgyűjtemény